# Onthophagus quadriarmatus
Onthophagus quadriarmatus es una especie de insecto del género Onthophagus, familia Scarabaeidae, orden Coleoptera.

Fue descrita científicamente por Fairmaire en 1892.